# Acanthochondria cornuta
Acanthochondria cornuta – gatunek widłonoga z rodziny Chondracanthidae. Opisał go w 1776 roku duński przyrodnik Otto Friedrich Müller, nadając mu nazwę Lernaea cornuta.